# Franca van de Kuilen
Franca van de Kuilen (3 februari 1993) is een Nederlands voetballer die sinds de zomer van 2011 uitkomt voor FC Utrecht dat uitkomt in de Women's BeNe League.

## Statistieken
| Seizoen                    | Club       | Land      | Competitie            | Wed. | Goals |
| -------------------------- | ---------- | --------- | --------------------- | ---- | ----- |
| 2011/12                    | FC Utrecht | Nederland | Eredivisie Vrouwen    | 1    | 0     |
| 2012/13                    | FC Utrecht | Nederland | BeNe League Orange    | 18   | 7     |
| 2012/13                    | FC Utrecht | Nederland | Women's BeNe League B | 19   | 6     |
| Totaal                     | Totaal     | Totaal    | Totaal                | 23   | 13    |
| Bijgewerkt tot 30 mei 2013 |            |           |                       |      |       |